# Maigret a případ mrtvého muže
Maigret a případ mrtvého muže (v originále Maigret's Dead Man) je britský hraný film z roku 2016, který je součástí minisérie Maigret. Film natočil Jon East podle románu Georgese Simenona Maigret a jeho mrtvý. Komisař Maigret, kterého hraje Rowan Atkinson, vyšetřuje vraždu neznámého muže.

## Děj
Jednoho rána telefonuje Maigretovi do kanceláře neznámý muž, který prohlašuje, že ho pronásledují muži, kteří ho chtějí zabít. Poté se již neozve. Během noci objeví svědci tělo na ulici, které tam dovezl modrý Citroën. Ten byl spatřen zaparkovaný u bistra „Petit Albert“ na rohu nábřeží. Když tam Maigret dorazí, najde dveře odemčené a dům prázdný. Rozhodne se zde s manželkou předstírat, že dočasně převzali podnik. Do Paříže mezitím dorazil inspektor Colombani, který vyšetřuje sérii vražedných vloupání v Pikardii. Stopa totiž vede do Paříže. Komisař Maigret mu má pomoci, ale on se drží svého případu. V bistru se ukáže podezřelý muž, kterého začnou pronásledovat inspektoři. Než ho však dopadnou, je zastřelen jedním ze svých kompliců. Zastřelený je imigrant Poliensky a díky němu Maigret přijde na stopu gangu z Československa, který vyrážel do Pikardie na loupežné vraždy. Maigret také zjistí, jaká je spojitost s barmanem Albertem Rochainem, první obětí. 

## Obsazení
| Rowan Atkinson      | komisař Maigret     |
| Shaun Dingwall      | inspektor Janvier   |
| Lucy Cohu           | paní Maigretová     |
| Leo Staar           | inspektor LaPointe  |
| Mark Heap           | doktor Moers        |
| Ian Puleston-Davies | inspektor Colombani |
| Dorottya Hais       | Nicole              |
| Mark Hadfield       | Albert Rochain      |
| Iván Fenyö          | Pietr               |
| Dénes Bernáth       | Victor Poliensky    |
| Grant Stimpson      | barman              |
| Hugh Simon          | doktor Paul         |
| Matt Devere         | inspektor           |
| Oengus MacNamara    | bookmaker           |
| Aidan McArdle       | soudce Comeliau     |
| Ann Queensberry     | Claire Fontaine     |
| John Light          | Dacourt             |
| Michael Fitzgerald  | majitel hotelu      |
| Anamaria Marinca    | Maria               |
| Amber Anderson      | Francine            |
| Gabi Fón            | Adele               |
| Ross Waiton         | Bargee              |
| Ralph Berkin        | hostinský           |
| Philip Starnier     | tlumočník           |
| Tim Chipping        | boxer Joe           |
| Nathalie Armin      | Nina                |
| András Korcsmáros   | detektiv            |